# Agenția de Inspectare a Monumentelor

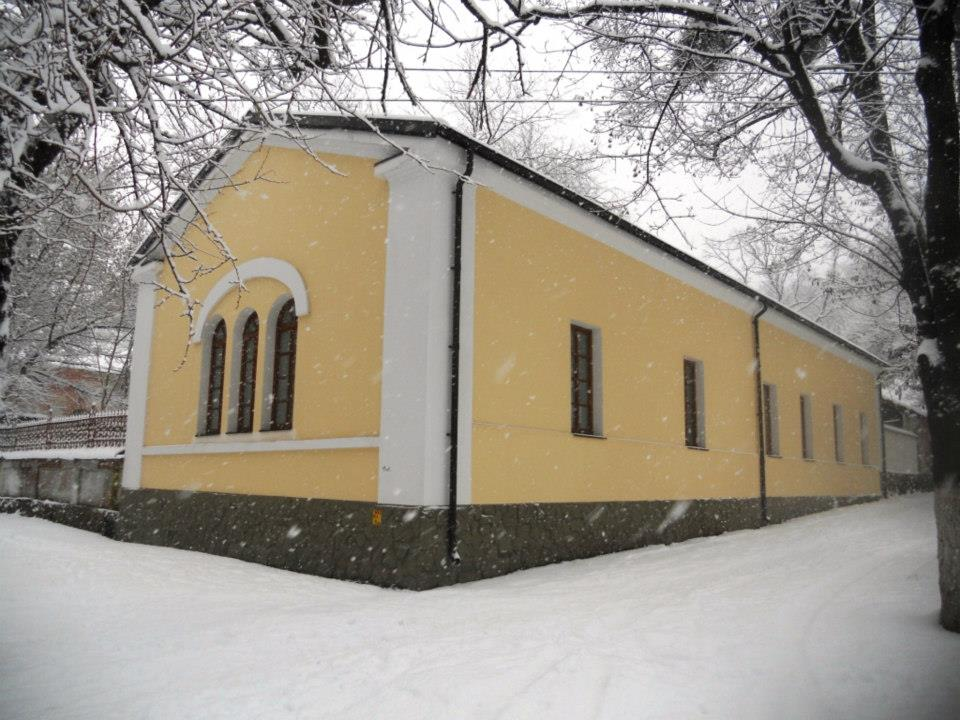
Sediul Agenției, amplasat în Chișinău

Agenția de Inspectare a Monumentelor (abr. AIM; până în 2022 Agenția de Inspectare și Restaurare a Monumentelor) este o instituție specializată subordonată Ministerului Culturii Republicii Moldova, care are drept atribuție de bază inspectarea pe teren a monumentelor de istorie, artă și arhitectură și a zonelor lor de protecție, precum și controlul și supravegherea respectării prevederilor legislației în vigoare în domeniul ocrotirii monumentelor.
Sediul Agenției este una din clădirile fostului orfelinat, mai târziu cârmuirea zemstvei Guberniale a Basarabiei, iar azi Muzeul zemstvei, un monument de arhitectură de importanță națională amplasat pe strada Sfatul Țării 8 din Chișinău.

## Istoric
Agenția de Inspectare și Restaurare a Monumentelor a fost fondată în 2006 printr-o hotărâre de Guvern, iar regulamentul a fost aprobat în 2010 printr-un ordin al ministrului culturii de atunci, Boris Focșa.
De la creare până în noiembrie 2021, instituția a fost condusă de Ion Ștefăniță, ulterior demis prin ordinul Ministrului Culturii În 2015, Agenția de Inspectare și Restaurare a Monumentelor a fost decorată cu premiul Europa Nostra pentru proiectul „Să salvăm mărturiile trecutului pentru a construi viitorul”.
În 2022 agenția a fost redenumită în Agenția de Inspectare a Monumentelor. Din iunie 2022, instituția este condusă de arhitectul și urbanistul Dumitru Eremciuc, numit în funcție prin ordinul Ministrului Culturii.

## Activitate
Agenția își desfășoară atribuțiile în baza Legii nr. 1530 privind ocrotirea monumentelor. Printre funcțiile agenției se numără:
- aplicarea documentelor UNESCO și ale Consiliului Europei privind protecția, conservarea și punerea în valoare a monumentelor istorice, controlarea activităților legate de protecția, conservarea, restaurarea și punerea în valoare a patrimoniului cultural imobil;
- inspectarea monumentelor aflate sub protecția oficială a autorităților publice centrale și locale, inclusiv a zonelor de protecție aferente acestora;
- inspectarea pe teren a monumentelor istorice și a șantierelor de intervenție asupra lor;
- supravegherea respectării legislației Republicii Moldova în domeniul protecției, conservării, restaurării și punerii în valoare a monumentelor înscrise în Registrul monumentelor Republicii Moldova ocrotite de stat;
- identificarea edificiilor istorice cu valoare patrimonială deosebită și propunerea înscrierii lor în Registrul monumentelor protejate de stat;
- sesizarea organelor de drept competente privind tragerea la răspundere civilă, administrativă sau penală pentru distrugerea/ demolarea monumentului, pentru prejudicierea stabilității, autenticității, integrității lui și a zonei de protecție, precum și pentru modificarea neavizată de către autoritatea publică a exteriorului sau interioarelor monumentului;
- încheierea contractelor privind efectuarea lucrărilor de conservare și restaurare, prestarea de servicii legate de exercitarea atribuțiilor și necesităților Agenției, precum și pentru efectuarea lucrărilor de cercetare științifică pentru necesități de stat în domeniul de activitate a Agenției.